# جان یامان
جان یامان (به ترکی استانبولی: Can Yaman) زاده ۸ نوامبر ۱۹۸۹ در استانبول، بازیگر، مدل و وکیل اهل کشور ترکیه است. او در سال ۲۰۱۹ به عنوان بهترین مدل مرد و بازیگر ترکیه انتخاب شد.

## زندگی شخصی
جان در استانبول و خانواده‌ای که ریشه آن‌ها در یوگسلاوی است، متولد شد. وی تحصیلات خود را در کالج بیلفن و در پایه متوسطه گذراند و در یک دبیرستان ایتالیایی مشغول به تحصیل شد. یامان توانست تحصیلات خود را به عنوان دانش آموز نمونه و برتر به پایان رساند. او تحت برنامه بورسیه دانشجویان راهی آمریکا شد و در سال ۲۰۱۲ در بخش حقوقی دانشگاه یدی تپه فارغ‌التحصیل شد.
نخستین سریال او (قلب کار می‌کند) می‌باشد که در این سریال خوش درخشید. از نقش آفرینی‌های وی می‌توان به سریال زیبای (ماه کامل) اشاره کرد که در کنار اوزگه گورل به ایفای نقش پرداخته‌است. سپس در سریال پرطرفدار پرنده سحرخیز همراه با بازیگر معروف دمت اوزدمیر به ایفای نقش پرداخت. بازی در این سریال برای جان یامان موفقیت‌های بسیاری در کشور ترکیه و نیز در سطح جهانی در پی داشت. یکی از سریال های  او سریال آقای اشتباه است. گفتنی است که در این سریال با با پارتنر سابقش یعنی اوزگه گورل ایفای نقش کرده‌است. او اکنون در سریال بنفش مثل دریا درکنار بازیگر ایتالیایی فرانچسکا چلمی ایفای نقش میکند

## حرفه
جان یامان کار خود را در امور دل در سال ۲۰۱۴ آغاز کرد. در سال ۲۰۱۵ در فیلمعشق در سال ۲۰۱۶ در کدوممون عاشق نشدیم؟ بازی کرد. پیشرفت حرفه ای او در سال ۲۰۱۷ با سریال ماه کامل به دست آمد. از سال ۲۰۱۸ تا ۲۰۱۹ یکی از نقش‌های اصلی «می‌تواند تقسیم شود» را در سریال کمدی رمانتیک ترکیه‌ای (رویاب‌پرداز) در مقابل دمت اوزدمیر بازی کرد. او چندین جایزه و نامزدی بازیگری از جمله جایزه بین‌المللی را برای این سریال دریافت کرد. جان یامان نقش اولاوزگور آتاسوی را در سریال کوتاه ترکی آقای اشتباه (آقای اشتباه) بازی کرد. این سریال توسط گلد فیلم به کارگردانی دنیز یورولمازر با فیلمنامه ای از اصل زنگین و بانو زنگین تاک ساخته شده‌است. این سریال در ژوئن ۲۰۲۰ در FOX پخش شد. این سریال به دلیل رتبه پایین در ترکیه لغو شد. جان یامان قراردادی امضا کرد تا نقش اصلی را در ریباکسریال فرقه ساندوکان دهه ۸۰ بازی کند.

## کارنامه هنری

### سریال‌های تلویزیونی
| سال  | نام سریال           | نقش           |
| ---- | ------------------- | ------------- |
| ۲۰۱۴ | دلدادگی             | بدیر          |
| ۲۰۱۵ | عشق از روی لجبازی   | یالین آراس    |
| ۲۰۱۶ | کدوممون عاشق نشدیم؟ | تارک چام      |
| ۲۰۱۷ | ماه کامل            | فریت اصلان    |
| ۲۰۱۸ | پرنده سحرخیز        | جان دیویت     |
| ۲۰۲۰ | آقای اشتباه         | اوزگور آتاسوی |
| ۲۰۲۲ | بنفش مثل دریا       | فرانچسکو دمیر |

### برنامه تلویزیونی
| سال  | نام برنامه      | نقش                 |
| ---- | --------------- | ------------------- |
| ۲۰۱۴ | Dada Dandinista | حضور به عنوان مهمان |

### جوایز و افتخارات
| سال  | جشنواره                  | دسته                                            | اثر          | نتیجه    |
| ---- | ------------------------ | ----------------------------------------------- | ------------ | -------- |
| ۲۰۱۸ | ۴۵مین جوایز پروانهٔ طلایی | بهترین بازیگر کمدی و رمانتیک سال (مرد)          | پرنده سحرخیز | برنده    |
| ۲۰۱۸ | ۴۵مین جوایز پروانهٔ طلایی | بهترین زوج تلویزیونی سال (به همراه دمت اوزدمیر) | پرنده سحرخیز | نامزدشده |